# Distretto di Kusu
Il distretto di Kusu (玖珠郡, Kusu-gun?) è uno dei distretti della prefettura di Ōita, in Giappone.
Attualmente fanno parte del distretto i comuni di Kokonoe e Kusu.
| Controllo di autorità | VIAF (EN) 152466806 · LCCN (EN) n82086361 · J9U (EN, HE) 987007550415105171 |